# Грозний (телесеріал)
Грозний (рос. Грозный) — російський історичний телесеріал Олексія Андріанова виробництва «Москино». Прем'єра відбулася 23 листопада 2020 року.

Телесеріал «Грозний» почали знімати в лютому 2020 року. Цим проектом займається та ж команда, яка раніше зняла для телеканалу «Росія 1» серіали «Софія» і «Годунов». Відомо, що Івана Грозного будуть грати два різних актора — Олександр Яценко та Сергій Маковецький. Крім того, в роботі над проектом задіяні Тетяна Ляліна, Артур Іванов, Костянтин Крюков, Ігор Миркурбанов, Володимир Стеклов, Віктор Сухоруков та інші актори.
Початок прем'єрного показу відбувся 23 листопада 2020 року. Всього 8 серій. Останні 2 серії були показані 26 листопада 2020 року.

## В ролях
| Актор              | Роль                                                                                |
| ------------------ | ----------------------------------------------------------------------------------- |
| Олександр Яценко   | Іван Грозний в молодості                                                            |
| Сергій Маковецький | Іван Грозний                                                                        |
| Тетяна Ляліна      | перша дружина Івана Грозного Анастасія Романівна                                    |
| Артур Іванов       | Стрілець Лука                                                                       |
| Костянтин Крюков   | князь Андрій Курбський                                                              |
| Ігор Міркурбанов   | опричний воєвода Афанасій Вяземський                                                |
| Володимир Стєклов  | думний дяк Андрій Щелкалов                                                          |
| Віктор Сухоруков   | глава опричнини Малюта Скуратов                                                     |
| Віктор Добронравов | опричний воєвода Федір Басманов                                                     |
| Людмила Полякова   | бабуся Івана Грозного Анна Глинська                                                 |
| Ігор Яцко          | н / д                                                                               |
| Артем Ткаченко     | князь і двоюрідний брат Івана Грозного Володимир Старицький                         |
| Леонід Кулагін     | митрополит Макарій                                                                  |
| Софія Лебедєва     | Млада служниця Анастасії                                                            |
| Євген Циганов      | великий князь Іван III, дідусь Івана Грозного                                       |
| Юрій Колокольников | Гарсія                                                                              |
| Марія Шумакова     | Дарина дружина Луки                                                                 |
| Уляна Куликова     | дочка Старицького                                                                   |
| Ксенія Новикова    | н / д                                                                               |
| Сергій Комаров     | н / д                                                                               |
| Микита Панфілов    | боярин Іван Петрович Федоров-Челяднін                                               |
| Антон Феоктистов   | окольничий, керівник вибраних раді і радник Івана Грозного Олексій Федорович Адашев |
| Марія Палей        | княгиня Євдокія дружина Старицького                                                 |
| Віталій Хаєв       | опричний воєвода Олексій Басманов                                                   |
| Нуржан Садибеков   | воєвода хана Дівей-Мурза                                                            |
| Денис Карасьов     | воєвода князь А.Б. Горбатий                                                         |
| Мілена Радулович   | друга дружина Івана Грозного цариця Марія Темрюковна                                |
| Антон Батиров      | боярин і брат Анастасії Данила Захар'їн                                             |
| Іван Агапов        | боярин Оболенський                                                                  |
| Сергій Сосновський | боярин Рєпнін                                                                       |
| Володимир Симонов  | найближчий радник Грозного Протопоп Сильвестр                                       |
| Олександр Дьяченко | воєвода                                                                             |
| Юрій Батурин       | воєвода Михайло Воротинський                                                        |
| Федір Малишев      | майстер-друкар                                                                      |
| Костянтин Адаев    | слуга Старицького                                                                   |
| Генрі Давид        | капітан англійського судна                                                          |
| Олена Бушуєва      | кухарка                                                                             |
| Стася Венкова      | Ксенія                                                                              |
| Уршула Малка       | Магдалена                                                                           |
| Людмила Чиркова    | Єфросинія Старицька                                                                 |
| Таїсія Підгірна    | перша дружина Івана Грозного Анастасія Романівна в дитинстві                        |

## Назва частин
1. Цар всієї Русі
2. Спадкоємець
3. Лівонська війна
4. Ближні люди
5. Вдовина доля
6. Грішник і праведник
7. Каїн і Авель
8. Битва при Молодях[3]